# Andreas Vogel (Presseforscher)
Andreas Vogel (* 12. September 1960) ist ein deutscher Kommunikationswissenschaftler und Presseforscher. 

## Wissenschaftliche Ausbildung und Karriere
Nach seiner Promotion an der Universität Münster über partizipative Sendungen im Rundfunk (1989) wurde er 1990 Wissenschaftlicher Assistent an der Universität Lüneburg (bis 1996). 1995 gründete Vogel gemeinsam mit Margit Dorn das heutige WIP Wissenschaftliches Institut für Presseforschung und Publikumsanalysen (seit 1996 in Köln-Porz), dessen Leiter er seitdem ist. 2004 habilitierte Andreas Vogel an der Universität Bamberg durch Arbeiten zur Publikumspresse und erhielt die Lehrbefugnis für das Fachgebiet Kommunikationswissenschaft. 2004 wurde er an der Universität Bamberg zum Privatdozenten ernannt, 2011 dort zum außerplanmäßigen Professor bestellt. Andreas Vogel hat in seinem Forschungsschwerpunkt Presseforschung zahlreiche Artikel und Werke veröffentlicht, insbesondere zur Pressesystematik, zur Entwicklung und Verfasstheit der Publikumspresse, zu Entwicklung und Strategien der deutschen Tagespresse und zu Leserkommentaren.

## Veröffentlichungen (Auswahl)
Monographien
- #wortgewaltig. Leser_innen- und Nutzer_innen-Kommentare in Medienöffentlichkeiten. Hrsg. v. Friedrich-Ebert-Stiftung, Bonn 2017. Volltext
- Talfahrt der Tagespresse: eine Ursachensuche. Der Auflagenrückgang der Regionalzeitungen. Hrsg. v. Friedrich-Ebert-Stiftung, Bonn 2014. Volltext
- Neue Erlösfelder für Zeitungsverlage durch Nebengeschäfte. Hrsg. v. Friedrich-Ebert-Stiftung, Berlin 2007 (=Zukunft der Zeitung, Heft 5). Volltext
- Perspektiven von Kooperationen und Fusionen bei regionalen Tageszeitungen: Zusammenarbeit in Content-Produkten, Herstellung und Vertrieb. Hrsg. v. Friedrich-Ebert-Stiftung, Berlin 2007 (=Zukunft der Zeitung, Heft 4). Volltext
- Mit Margit Dorn: Geschichte des Pressevertriebs in Deutschland. Mit einem Schwerpunkt auf der Entwicklung des Pressehandels. Baden-Baden: Nomos 2001. (= Schriftenreihe der Stiftung Pressegrosso, 2).  ISBN 3-7890-6873-X
- Die populäre Presse in Deutschland. Ihre Grundlagen, Strukturen und Strategien. München: Reinhard Fischer 1998. ISBN 3-88927-222-3
- Mit Margit Dorn: Die Manager der populären Presse. Verlagsleiter in Deutschland. Eine Befragung bei führenden Verlagshäusern. München: Reinhard Fischer 1997. ISBN 3-88927-199-5
- Rundfunk für alle. Bürgerbeteiligung, Partizipation und zugangsoffene Sendeplätze in Hörfunk und Fernsehen. Berlin: Vistas Verlag 1991. ISBN 3-89158-072-X

Aufsätze
- Publikumspresse: Neue Konzepte zur Sicherung des Kerngeschäfts. Daten zum Markt und zur Konzentration der Publikumspresse in Deutschland im I. Quartal 2016. In: Media Perspektiven 06/2016, S. 321–343. Zusammenfassung und Volltext
- Auf dem Weg zum zweiten Standbein? Online als Geschäftsfeld und Vertriebskanal der Pressewirtschaft. In: Media Perspektiven 03/2012, S. 158–172. Zusammenfassung und Volltext
- Digitale Ausgaben und Apps: Neue Hoffnung für Publikumsverlage? In: IVW (Hrsg.): Geschäftsbericht 2010/11. Berlin 2011. S. 46–47, fortgesetzt auf 94–96. PDF